# Tetramethylbenzeen
Tetramethylbenzeen is een organische verbinding met als brutoformule C10H14. De stof is opgebouwd uit een benzeenring met 4 methylgroepen. Er bestaan 3 isomeren:
- 1,2,3,4-tetramethylbenzeen (prehniteen)
- 1,3,4,5-tetramethylbenzeen (isodureen)
- 1,2,4,5-tetramethylbenzeen (dureen)

Structuurformule van 1,2,3,4-tetramethylbenzeen
Structuurformule van 1,3,4,5-tetramethylbenzeen
Structuurformule van 1,2,4,5-tetramethylbenzeen